# Kurki (powiat olsztyński)

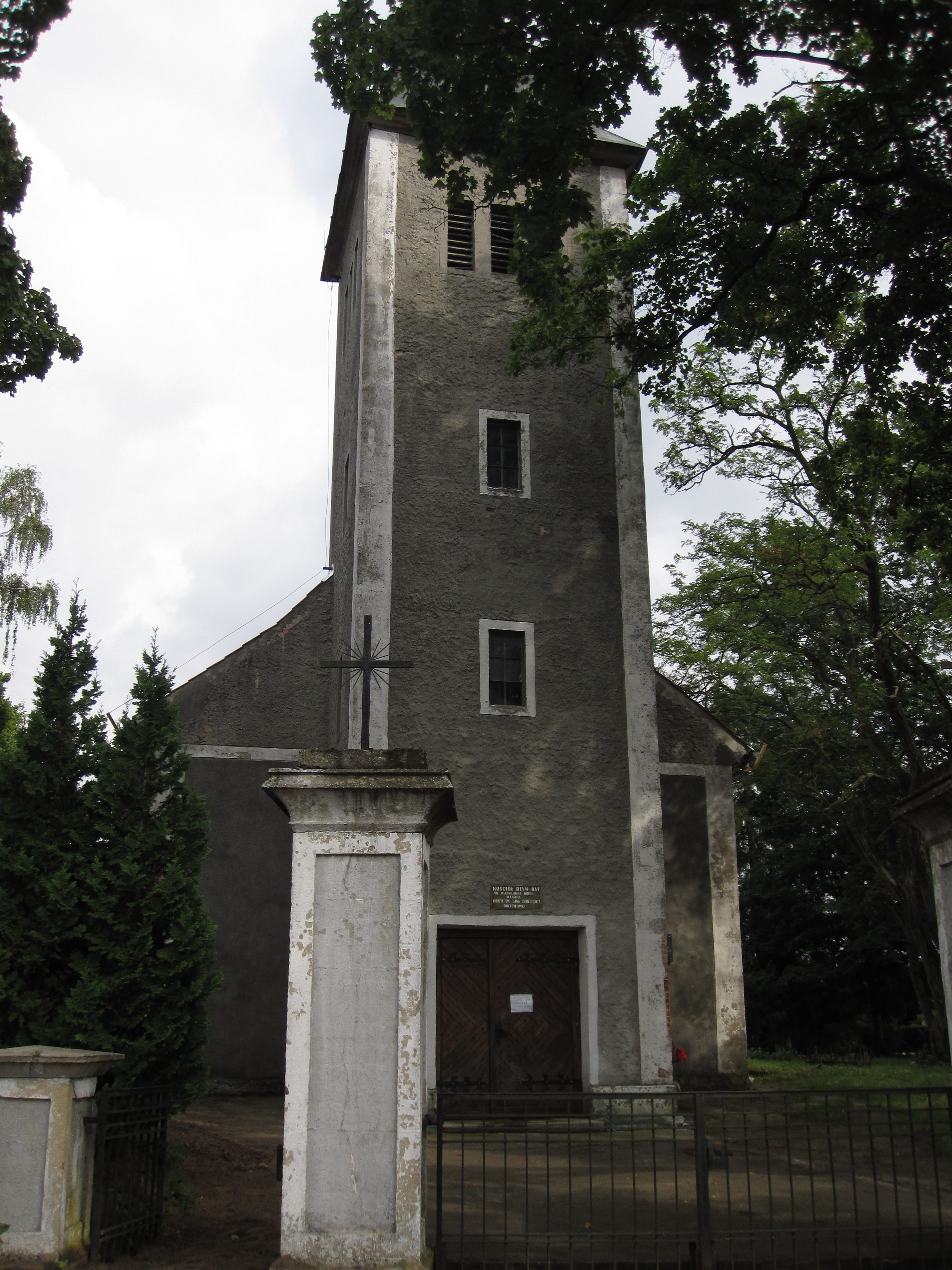
Kurki - kościół katolicki

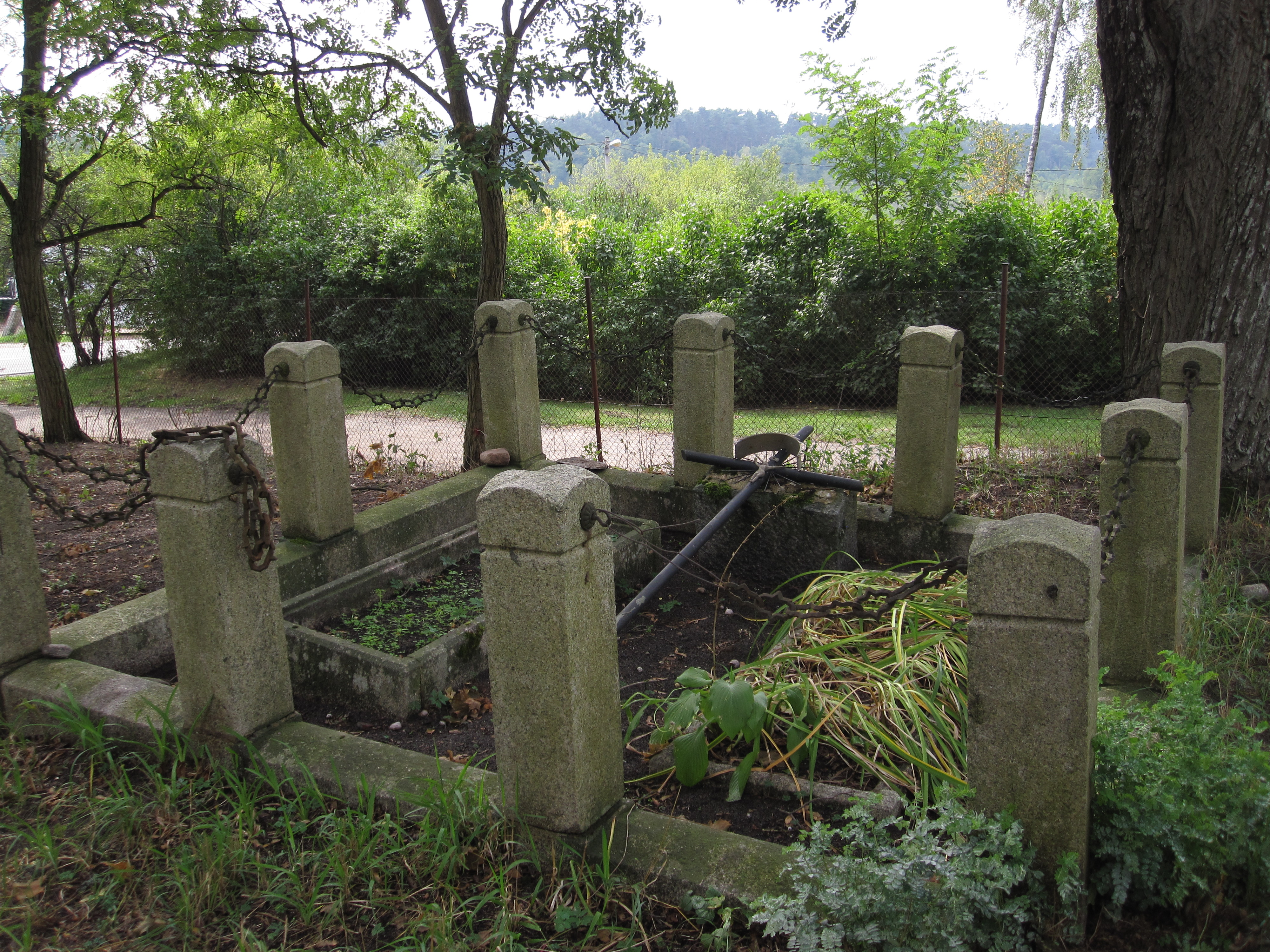
Kurki - cmentarz przykościelny

Kurki (niem. Kurken) – wieś w Polsce położona w województwie warmińsko-mazurskim, w powiecie olsztyńskim, w gminie Olsztynek.
W latach 1954–1968 wieś należała i była siedzibą władz gromady Kurki, po jej zniesieniu w gromadzie Waplewo. W latach 1975–1998 miejscowość należała administracyjnie do województwa olsztyńskiego.
Wieś położona jest na Mazurach, w pobliżu dawnej granicy z Warmią (do której zalicza się sąsiednią wieś Ząbie), przy ujściu rzeki Łyny z jeziora Kiernoz Wielki. Znajduje się wśród lasów, jest to wieś letniskowa, w okresie wakacji licznie odwiedzana przez turystów. W sąsiedztwie wsi liczne domki letniskowe i pola namiotowe. We wsi znajduje się kościół katolicki (fila parafii Orzechowo).
We wsi znajduje się siedziba leśnictwa Kurki (Nadleśnictwo Nidzica).
W kierunku Ząbia, tuż za granicą wsi znajdują się kancelarie Leśnictwa Orzechowo i Dzierzguny (Nadleśnictwo Nowe Ramuki) podległe administracyjnie pod wieś Swaderki.

## Historia
Wieś powstała na dawnym obszarze Galindii i prawdopodobnie w miejscu kultu pruskiego bóstwa urodzaju Kurko (Curche). W 1341 r. w Kurkach odbyło się spotkanie wielkiego mistrza zakonu krzyżackiego Dietricha von Altenburga z wójtem krajowym biskupstwa warmińskiego celem ustalenia południowej granicy Warmii w Puszczy Galindzkiej. Pole zwane "siedliskiem Kurki" (Curhsadel, Curchussadil) stanowiło najbardziej wysunięty na południe skraj Warmii. Sama wieś Kurki znajdowała się jednak już na Mazurach. W czasach krzyżackich pojawia się w dokumentach w roku 1411, podlegała pod komturię w Ostródzie, były to dobra krzyżackie. Po sekularyzacji wieś znajdowała się w Prusach Książęcych. 
W 1538 r. była to wieś czynszowa na 60 łanach, sołtysem był niejaki Jan a osadnicy byli polskiego pochodzenia (najpewniej z Mazowsza).
W XVIII w. wybudowano barokowy kościół. Erygowany 14 września 1753 r. Do 1855 roku kościół w Kurkach był filią parafii w Żelaźnie. Szkoła wiejska powstała na początku XIX w. W 1906 roku przeprowadzono remont tutejszego kościoła. W 1939 r. we wsi było 120 mieszkańców (sami Mazurzy). W tym czasie we wsi była szkoła, sklep, leśniczówka, karczma, kościół ewangelicki, posterunek żandarmerii. W 1945 r. szkoła została spalona.
W 1944 roku parafia ewangelicka w Kurkach liczyła 1500 osób. W 1997 roku mieszkało we wsi 70 osób. W 2005 r. we wsi było 70 mieszkańców, sklep, poczta, kościół, dwie leśniczówki, mała stadnina koni. W 2012 r. w miejscowość miała 78 mieszkańców
W 1958 r., w Kurkach, przebywający na spływie kajakowym ks. Karol Wojtyła, na wezwanie kardynała Stefana Wyszyńskiego, na samochodzie wiozącym bańki z mlekiem i worki, rozpoczął podróż do Warszawy. Za kilka dni, już jako biskup pomocniczy w Krakowie, wrócił aby kontynuować spływ kajakowy rzeką Marózką wraz z młodzieżą.

## Zabytki
- cmentarz ewangelicki, założony w XVIII wieku.
- kościół, dawniej ewangelicki, obecnie katolicki (wykupiony od gminy ewangelickiej), pw. św. Maksymiliana Kolbe, wybudowany w połowie XVIII w. Budowla jednonawowa z rozbudowanym chórem (typowe dla kościołów ewangelickich). Wysoka wieża zwieńczona dachem w kształcie hełmu. W wyposażeniu wnętrza witraże prawdopodobnie z końca XVIII w. lub z początków XIX w[10]. Z małych organów pozostał portyk organowy oraz pojedyncze piszczałki. We wnętrzu kościoła jest epitafium (w języku niemieckim) poświęcone poległym mieszkańcom parafii w czasie pierwszej wojny światowej, z nazwami miejscowości: Dąb, Marózek, Lipowo Kurkowskie, Kurki, Maróz, Swaderki.

## Ludzie związani z miejscowością
Tutaj w 1831 urodził się Herman Pełka.